# Peillac
Peillac (en bretó Paolieg) és un municipi francès, situat a la regió de Bretanya, al departament d'Ar Mor-Bihan. L'any 2006 tenia 1.791 habitants.

## Demografia
| 1962                                       | 1968  | 1975  | 1982  | 1990  | 1999  |
| ------------------------------------------ | ----- | ----- | ----- | ----- | ----- |
| 1.599                                      | 1.536 | 1.620 | 1.736 | 1.708 | 1.709 |
| Des de 1962: població sense dobles comptes |       |       |       |       |       |

## Administració
| Període   | Identitat             | Partit |
| --------- | --------------------- | ------ |
| 1952-1971 | Alfred Caudart        |        |
| 1971-1983 | Louis Bléher          |        |
| 1983-1989 | Jean Plantard         |        |
| 1989-     | Jean-Bernard Vighetti |        |